# Peridontopyge aberrans
Peridontopyge aberrans är en mångfotingart som beskrevs av Carl Graf Attems 1914. Peridontopyge aberrans ingår i släktet Peridontopyge och familjen Odontopygidae. Inga underarter finns listade i Catalogue of Life.